# Written in the Sand
Written in the Sand è il quinto album in studio dei Michael Schenker Group, pubblicato nel 1996 per l'etichetta discografica Zero Records.

## Tracce
1. Brave New World
2. Cry No More
3. I Believe
4. Back to Life
5. Written in the Sand
6. Essenz
7. Love Never Dies
8. I Will Be There
9. Take Me Through the Night
10. Down the Drain
11. Sweet Cool Kiss of Night

## Formazione
- Leif Sundin - voce
- Michael Schenker - chitarra
- Barry Sparks - basso
- Shane Gaalaas - batteria